# Stop! In the Name of Love (nummer)
"Stop! In the Name of Love" is een hitsingle en, samen met onder andere "Baby Love" en "You Can't Hurry Love", een van de bekendste singles van Motowngroep The Supremes. Het nummer, dat in 1965 uitkwam, behaalde in het Verenigd Koninkrijk de nummer 7-positie en in de VS zelfs de top van de lijst. Het nummer is meermaals gecoverd door artiesten als Gene Pitney, The Isley Brothers, Claude François, Nicki French en Bang Gang.
Het nummer werd, zoals zovele in het begin van de carrière van de groep, geschreven door Holland-Dozier-Holland. Het liedje kwam voort uit een discussie die Lamont Dozier met zijn vriendin had. Toen zij wegliep sprak Dozier de zin uit: "Stop in the name of love" ("Stop in de naam der liefde"). De single gaat er dan ook over dat de vertelster, leadzangeres Diana Ross in dit geval, wil dat haar geliefde niet bij haar weggaat en een nieuwe liefde zoekt.
De choreografie voor het nummer die The Supremes bij optredens gebruikte, werd ontwikkeld door leden van mede-Motowngroep The Temptations. Het waren Paul Williams en Melvin Franklin die de dansroutines ontwikkelden. De choreografie werd erg bekend en decennia later een keer nagedaan door Oprah Winfrey in haar show.
"Stop! In the Name of Love", de vierde nummer 1-hit op rij voor de groep, werd in 1966 genomineerd voor de Grammy Award for Best Pop Performance by a Duo or Group with Vocal. Deze prijs wonnen ze echter niet en ging naar "Flowers on the Wall" van The Statler Brothers.

## Bezetting
- Lead: Diana Ross
- Achtergrondzangeressen: Mary Wilson en Florence Ballard
- Instrumentatie: The Funk Brothers
- Schrijvers: Holland-Dozier-Holland
- Productie: Brian Holland en Lamont Dozier

## NPO Radio 2 Top 2000
| Nummer met noteringen in de NPO Radio 2 Top 2000 | '99  | '00  | '01 | '02  | '03-'04 | '05  |
| ------------------------------------------------ | ---- | ---- | --- | ---- | ------- | ---- |
| Stop! In the Name of Love                        | 1218 | 1799 | -   | 1701 | -       | 1895 |

1. ↑  Een '-' betekent dat het nummer niet was genoteerd en een vetgedrukt getal geeft de hoogste notering aan.
2. ↑  Deze tabel is bijgewerkt tot en met de laatste editie (2024).